# کانال ولگا–دن
کانال وُلگا-دُن کانالی است در کشور روسیه که رودخانه ولگا از حوزه آبریز دریای خزر را به رودخانه دان از حوزه آبریز دریای آزوف متصل می‌کند. به‌وسیله این کانال مصنوعی که به دست بشریت ساخته شده، امکان کشتیرانی از آب‌های آزاد به دریاچه خزر امکان‌پذیر می‌باشد. این کانال به طول ۱۰۱ کیلومتر، که دریای خزر را به دریای سیاه متصل می‌کند که بین اروپا و آسیا هست بین سال‌های ۱۹۴۸ تا ۱۹۵۲ در زمان اتحاد جماهیر شوروی و بیشتر توسط زندانیان سیستم گولاگ (اداره کل اردوگاه‌های کار و اصلاح) ساخته شد. تعداد زندانیان در حال بیگاری در این پروژه در سال ۱۹۵۲ به بیش از یکصد هزار نفر می‌رسید. بیش از ۱۵۰۰۰ نفر از این کارگران بخاطر گرسنگی و سوءتغذیه مردند.

## موقعیت و مشخصات کانال این کانال مصنوعی

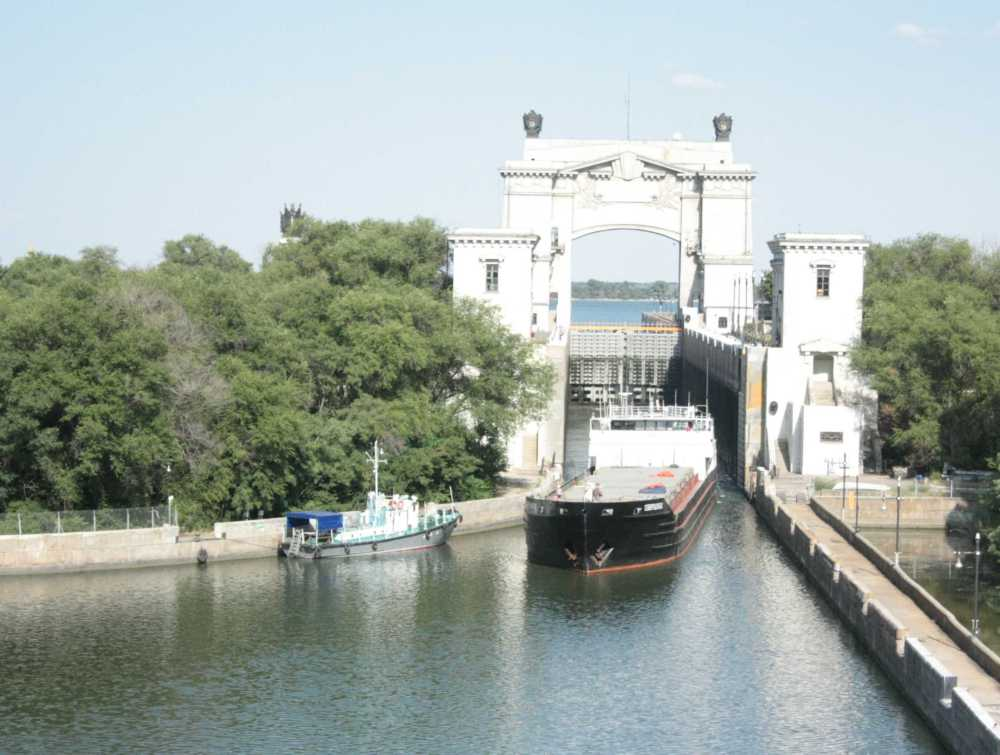
قسمتی از کانال

این کانال از آب رودخانه دان پر شده است، با سه ایستگاه پمپاژ قدرتمند که سطح آب را حفظ می‌کنند. از آب این کانال برای آبیاری نیز برداشت می‌شود. محموله‌های حمل شده از منطقه دون به ولگا عبارتند از: زغال‌سنگ از دونتسک، اوکراین، مواد معدنی (هر دو جهت)، مصالح ساختمانی و غلات. محموله‌های حمل شده از ولگا به دان شامل الوار، پیریت و فرآورده‌های نفتی (که عمدتاً توسط قایق‌های Volgotanker حمل می‌شود) است. رزمناوهای توریستی در هر دو جهت حرکت می‌کنند.

## طرح کانال دوم
در دهه ۱۹۸۰ ساخت و ساز در کانال دوم بین رودخانه‌های ولگا و دن آغاز شد. کانال جدید که ولگا–دان ۲ (روسی: Волго-Дон ۲) نامیده می‌شود که از شهرک یرزوکا در مخزن ولگوگراد، در شمال (بالا دست) سد ولگا، برخلاف کانال موجود ولگا-دون که از جنوب (پایین دست) سد شروع می‌شود (موقعیت جغرافیایی محل ۴۸°۵۶′۳۷″ شمالی ۴۴°۳۰′۲۵″ شرقی / ۴۸٫۹۴۳۶۱°شمالی ۴۴٫۵۰۶۹۴°شرقی).
این مسیر جدید تعداد قفل‌هایی را که کشتی‌هایی که از مخزن ولگوگراد یا از هر بندر دورتر در شمال می‌آیند و باید عبور کنند کاهش می‌دهد. این پروژه در ۱ اوت ۱۹۹۰ به‌طور ناگهانی لغو شد تا هزینه‌ها کاهش یابد و تا آن زمان بیش از ۴۰ درصد از بودجه آن هزینه شده بود.
از آن زمان تاکنون بیشتر سنگ‌ها و فلزهای استفاده شده در کانال متروکه و قفل‌های آن غارت شده است.
از سال ۲۰۰۷ تا ۲۰۰۸، مقامات روسیه در حال بررسی دو گزینه برای افزایش توان آبراه‌های قابل کشتیرانی بین حوضه دریای کاسپین و دریای سیاه هستند. یکی از گزینه‌ها که نام «ولگا–دان ۲» را مجدداً به کار می‌برد، ساخت یک کانال موازی دوم («رشته دوم») از کانال ولگا-دون است که به قفل‌های کانال بزرگ‌تر به طول ۳۰۰ متر (۹۸۰ فوت) مجهز است. این طرح امکان افزایش ظرفیت باربری سالانه کانال را از ۱۶٫۵ میلیون تن به ۳۰ میلیون تن را می‌دهد. گزینه دیگر، که به نظر می‌رسد از حمایت بیشتر قزاقستان برخوردار است، که مشتری اصلی هر دو کانال خواهد بود، ساخت کانال اوراسیا در امتداد مسیر جنوبی تر در رکود کوما-مانیچ است که برخی از آن‌ها مانیچ بسیار کم عمق تر است. کانال کشتی نیاز به حفاری کمتر از گزینه اول و استفاده کمی برای رفت و آمد به ولگا و از آن، ارتباط سریع تری بین خزر و دریای آزوف ایجاد می‌کند. همچنین به قفل‌های کمتری نسبت به ولگا-دان نیاز دارد، زیرا ارتفاعات در فرورفتگی کوما-مانیچ کمتر است.

عکس‌هایی از دریای سیاه